# 植物园站 (莫斯科中央环线)
植物园站（羅馬化：Botanitsesky sad），是莫斯科中央环线的一个车站。得名于莫斯科植物园。开通于2016年9月10日。车站有2个侧式站台。可换乘莫斯科地铁卡卢加－里加线植物園站。
工作日平均乘客量为17700人。